# Rio Vacas Gordas
Rio Vacas Gordas är ett vattendrag i Brasilien.   Det ligger i delstaten Santa Catarina, i den södra delen av landet, 1 400 km söder om huvudstaden Brasília.
I omgivningarna runt Rio Vacas Gordas växer i huvudsak städsegrön lövskog. Runt Rio Vacas Gordas är det mycket glesbefolkat, med 2 invånare per kvadratkilometer.